# Трофіменко Вікторія Миколаївна
Вікто́рія Микола́ївна Трофі́менко (нар. 15 березня 1979) — українська режисерка, сценаристка та креативна продюсерка. Членкиня Європейської кіноакадемії, Спілки кінематографістів України, Української кіноакадемії. Одна з ініціаторок створення Гільдії Режисерів України.
У 2015 році увійшла в перелік 6 кращих кінорежисерів України за версією журналу Форбс..

## Життєпис
Народилася в 1979 році в сім'ї лікарів в Новосибірську, у віці одного року переїхала до України.
Навчалась у Київському Національному Університеті Культури і Мистецтв за спеціалізацією менеджера міжнародного туризму, згодом з відзнакою закінчила Київський національний університет театру, кіно і телебачення імені Івана Карпенка-Карого, факультет режисури.
У 2018 році почала викладати режисеру в останньому у спільній майстерні з режисером Аркадієм Непиталюком. Викладацькою діяльністю займалась до 2022 року, у 2021-му стала старшим викладачем. Була запрошеним лекторкою з майстер-класом до Празької кіношколи FAMU Filmová a televizní fakulta Akademie múzických umění у Празі. Також є затребуваною лекторкою воркшопів в Україні та за її межами (Бельгія та ін.)

###### Експертна діяльність:
- експертка УКФ 2021—2022;
- Вікторія Трофіменко для журналу «What's on». Фотограф: Тьома Мироненко, локація — кіноархів центру ДовженкоFullbright Ukraine 2019—2022;

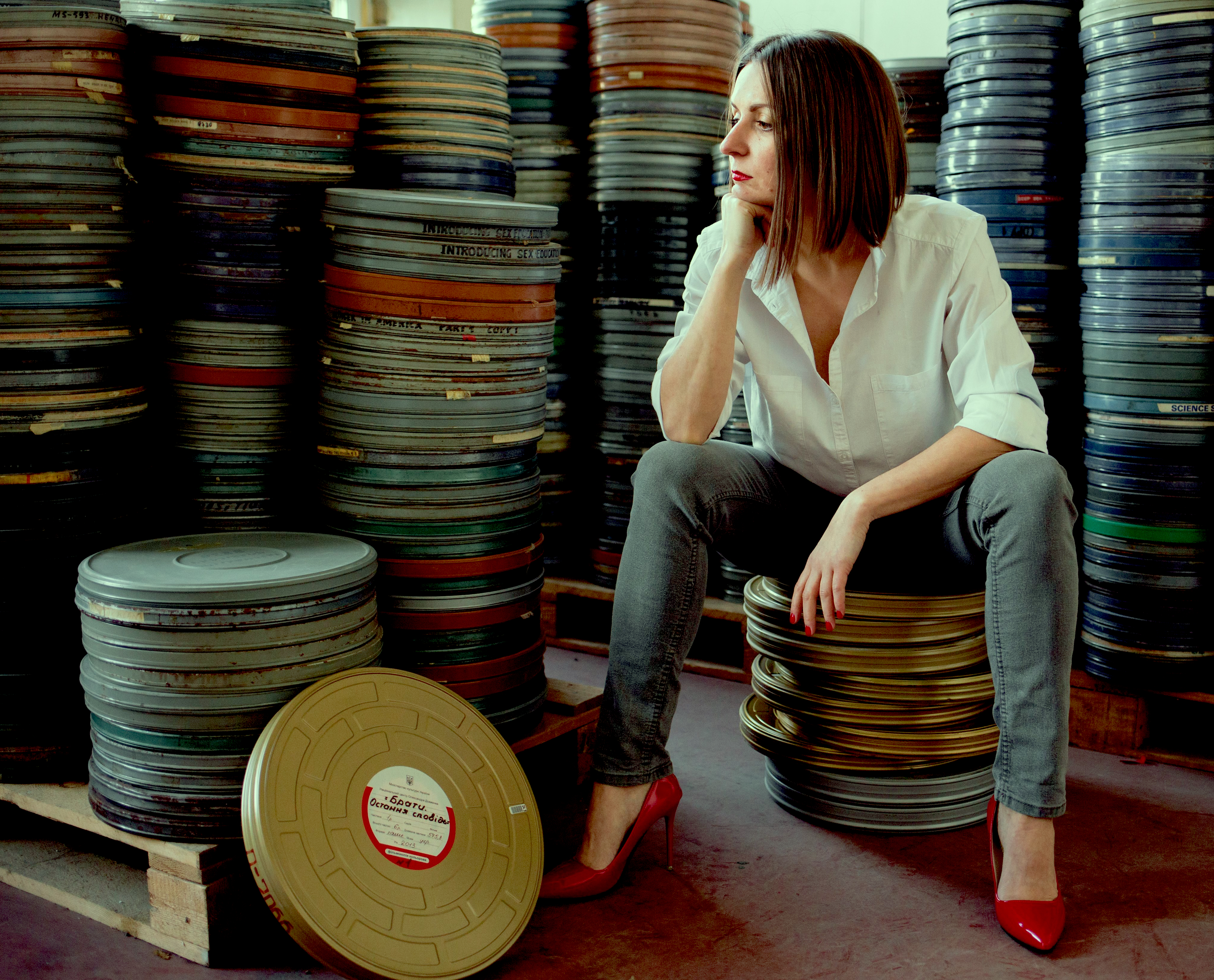
Вікторія Трофіменко для журналу «What's on». Фотограф: Тьома Мироненко, локація — кіноархів центру Довженко

- членкиня журі кінофестивалю Molodist Kyiv International Film Festival;
- членкиня журі кінофестивалю International Animation Film Festival «Krok»

## Професійна діяльність
Свій перший документальний фільм «Назад додому» (2005) Вікторія зняла з Британською компанією FIMP ltd. Згодом покази стрічки відбулися в кінотеатрі в Сохо у Лондоні та в Кінотеатрі Chapter у Кардіфі.  У 2006 році працювала над фільмом «Материнська земля» у співрежисерстві. Того ж року почала працювати режисеркою та журналісткою на телепрограмі «Паралельний світ» Студії Пілот, що виходила на телеканалі СТБ. З 2008 по 2009 роки — у програмі «У Пошуках істини», де створила україномовні документальні телефільми «Професор Віктор Петров» (2008), «Дев'ять життів терориста Якова Блюмкіна» (2008), «Нестор Махно» (2009).

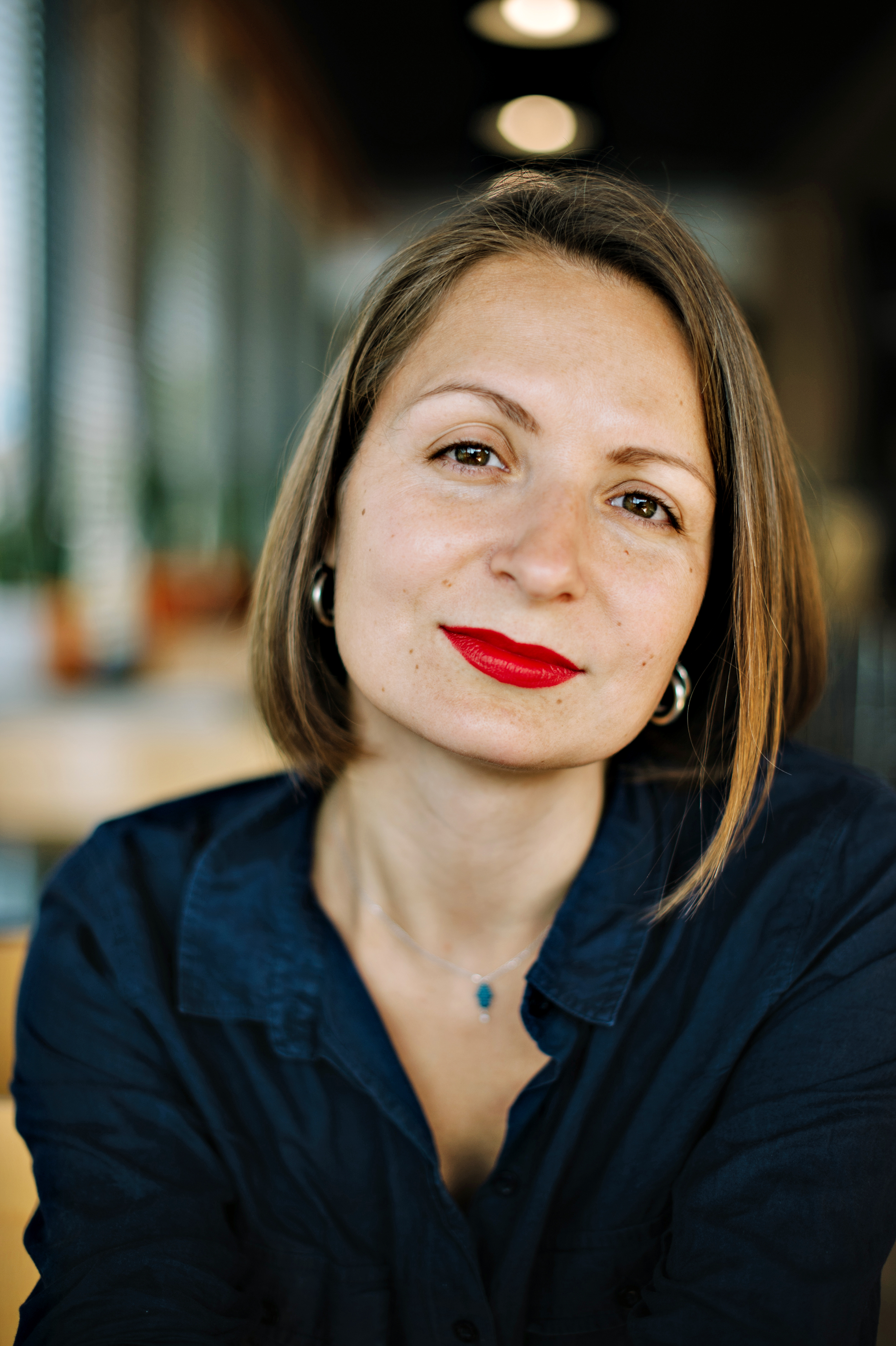
Вікторія Трофіменко. Фотограф — Катерина Лащикова.

У 2008 прочитала книгу культового шведського письменника Торгні Ліндгрена «Джмелиний мед», з того часу почала самостійно займатись пошуком можливості зняти стрічку за її мотивами. Фактично самостійно працювала над етапом девелопменту фільму, тоді ж створила компанію ALBA FILM, щоб придбати опціон на екранізацію книги в автора. З 2011 об'єдналась з компанією Pronto Film. У 2011 році на першому пітчінгу Держкіно України проєкт «Брати. Остання сповідь» посів перше місце за результатами голосів експертів. Тоді ж було запущено виробничий процес.
У 2013 році фільм «Брати. Остання сповідь» став дебютним кінопрокатним повним метром режисерки. Успіщність стрічки було відзначено низкою нагород на міжнародних кінофестивалях. Фільм «Брати. Остання сповідь» став першим українським фільмом за часів Незалежности України, котрий відібрали на три кінофестивалі групи «А»: Міжнародний кінофестиваль на ГОА, Міжнародний Кінофестиваль в Шанхаї, Московський Міжнародний Кінофестиваль. Усі актори, окрім Віктора Демерташа (він був єдиним, хто мав досвід роботи в повнометражному кіно), дебютували в кінематографі. Варто відзначити, що «Брати. Остання сповідь» — це перший український фільм, у якому актори говорили гуцульською говіркою. Він же став перепусткою в кіно нині відомим акторам Роману Луцькому, Миколі Березі, Вероніці Шостак, Наталці Половинці та Олегові Мосейчуку. Ця стрічка хронологічно відкрила нову хвилю українського молодого авторського кінематографу.
Представивши стрічку на Московському Міжнародному кінофестивалі у 2014 році, команда виступила з місією культурної дипломатії, даючи інтерв'ю російській пресі із закликами припинити війну. Представники фільму не брали участь у вечірках і відкритті фестивалю. Після показу, пресконференції і серії інтерв'ю вони покинули Росію. Під час вручення призів (фільм «Брати. Остання сповідь» здобув відзнаку російських кінокритиків і «Срібний Георгій» за найкращу жіночу роль), Сергій Тримбач — на той момент голова Спілки Кінематографістів України, який отримував нагороди, — за проханням команди фільму закликав зі сцени звільнити Олега Сенцова. Нікіта Михалков (на той момент голова Спілки кінематографістів Росії) вийшов на сцену, доєднавшись до Сергія Тримбача. На жаль, звернення кінематографістів не мало позитивного результату.
У 2016 році в прокат вийшов фільм  «Моя бабуся Фані Каплан» Олени Дем'яненко, де Вікторія Трофіменко грала роль каторжанки.
У тому ж році на 9-му пітчингу Держкіно Вікторія Трофіменко пройшла у другий тур з проєктом повнометражного фільму «Дауншифтинг». Це перший український проєкт, котрий було відібрано на річну програму Екран +; студія Анджея Вайди у Варшаві (сцена зі сценарію, знята Вікторією у польській столиці). Сценарій написано у співпраці з Романом Горбиком за мотивами книги «Щоденник сатани» автора Леоніда Андреєва.
Під час пітчингу розгорілась дискусія щодо підтримки проєкту, оскільки фільм заплановано знімати англійською мовою з іноземними акторами у Великій Британії та Індії. Це стало єдиною перепоною, через що він не здобув підтримки
У 2017 році на десятому пітчингу Держкіно Вікторія Трофіменко з компанією Pronto Film і продюсером Максимом Асадчим представила проєкт повнометражного фільму про Голодомор «Яків» за оригінальним сценарієм, написаним на основі життя Якова Дробота — людини, котра врятувала 2800 людей від голодної смерті у своєму селі на Черкащині (село Великий Хутір). Не зважаючи на те, що під час першого туру за оцінками голосів експертів серед усіх поданих проєктів «Яків» зайняв друге місце, відстаючи на декілька сотих від проекту Аґнешки Голланд  «Містер Джонс», проєкт «Яків» не було підтримано через постать головного героя, який не може бути комуністом-колабораціоністом З тієї самої причини йому відмовили й у 2018 році під час пітчингу Патріотичного кіно в Мінкульті.
У 2019 році фільм «Яків» переміг на пітчингу Держкіно, однак новий міністр культури Бородянський змусив раду з підтримки Держкіно скоротити кількість підтриманих проєктів, оскільки Держкіно перевищило річний бюджет. До переліку високобюджетних стрічок, виключених з плану підтримки, потрапив і «Яків». Після цього режисерка опублікувала тизер стрічки «Яків» онлайн, що спричинило бурхливу хвилю реакцій преси й людей, здивованих через відмову в підтримці.
У 2018 році стало відомо, що Вікторія Трофіменко (сегмент «Virka») разом з режисеркою з Нідерландів Дельфін Ноельс (сегмент «The love supreme») та індійською режисеркою українською походження Дар'єю Гайкаловою (сегмент «Two roti») почали працювати над фільмом-альманахом з трьох частин, де головними персонажками мають виступити жінки, які пережили трагедії. У липні 2018 року фільм брав участь у пітчингу ОМКФ, а вже за три роки до команди приєдналась афганська режисерка Сахра Карімі. Так триптих стане копродукцією Нідерландів, Індії, Афганістану та України.
На початку 2022 року проєкт чотирьох режисерок пройшов в шорт-лист конкурсу Pitch UA (за підтримки USAID), проте згодом повістка була припинена через повномасштабні військові дії РФ на території України.
Із серпня 2022 Вікторія Трофіменко працює над книгою (п'єсою) на основі сценарію «Якова» в Університеті Техасу в Остіні (США). Режисерка продовжує пошук фінансування для цього та інших проєктів, над девелопментом котрих вона працювала протягом останніх років.
| Рік  | Фестиваль                                                                    | Нагорода/Номінація                                                         |
| ---- | ---------------------------------------------------------------------------- | -------------------------------------------------------------------------- |
| 2013 | Міжнародний кінофестивалі Індії в Гоа                                        | Номінований на найкращий художній фільм у офіційній конкурсній програмі    |
| 2014 | Московський міжнародний кінофестиваль                                        | «Срібний Георгій» за найкращу жіночу роль Приз журі російської кінокритики |
| 2014 | Шанхайський міжнародний кінофестиваль                                        | Селекція фільму в панораму                                                 |
| 2014 | Багдадський міжнародний кінофестиваль                                        | Приз журі                                                                  |
| 2014 | Відкритий фестиваль кіно країн СНД, Латвії, Литви та Естонії «Кіношок»       | Кращий повнометражний сценарій                                             |
| 2014 | Румунський міжнародний кінофестиваль                                         | Відзнака за найкращий дебют «Prima Opera»                                  |
| 2014 | Трускавецький міжнародний кінофестиваль телевізійних фільмів «Корона Карпат» | Найкраща операторська робота (оператор. Ярослав Пілунський)                |
| 2014 | Пекінський міжнародний кінофестиваль                                         | Найкращий фільм в секції «Панорама» в Пекіні                               |

## Фільмографія
Режисерка
- 2008 — «Професор Віктор Петров»
- 2008 — «Дев'ять життів терориста Якова Блюмкіна»
- 2009 — «Нестор Махно»
- 2013 — Брати. Остання сповідь
- TBA — Дорога
- TBA — Яків

Акторка
- 2016 — Моя бабуся Фані Каплан